# Grande Porção de Lixo do Atlântico Norte

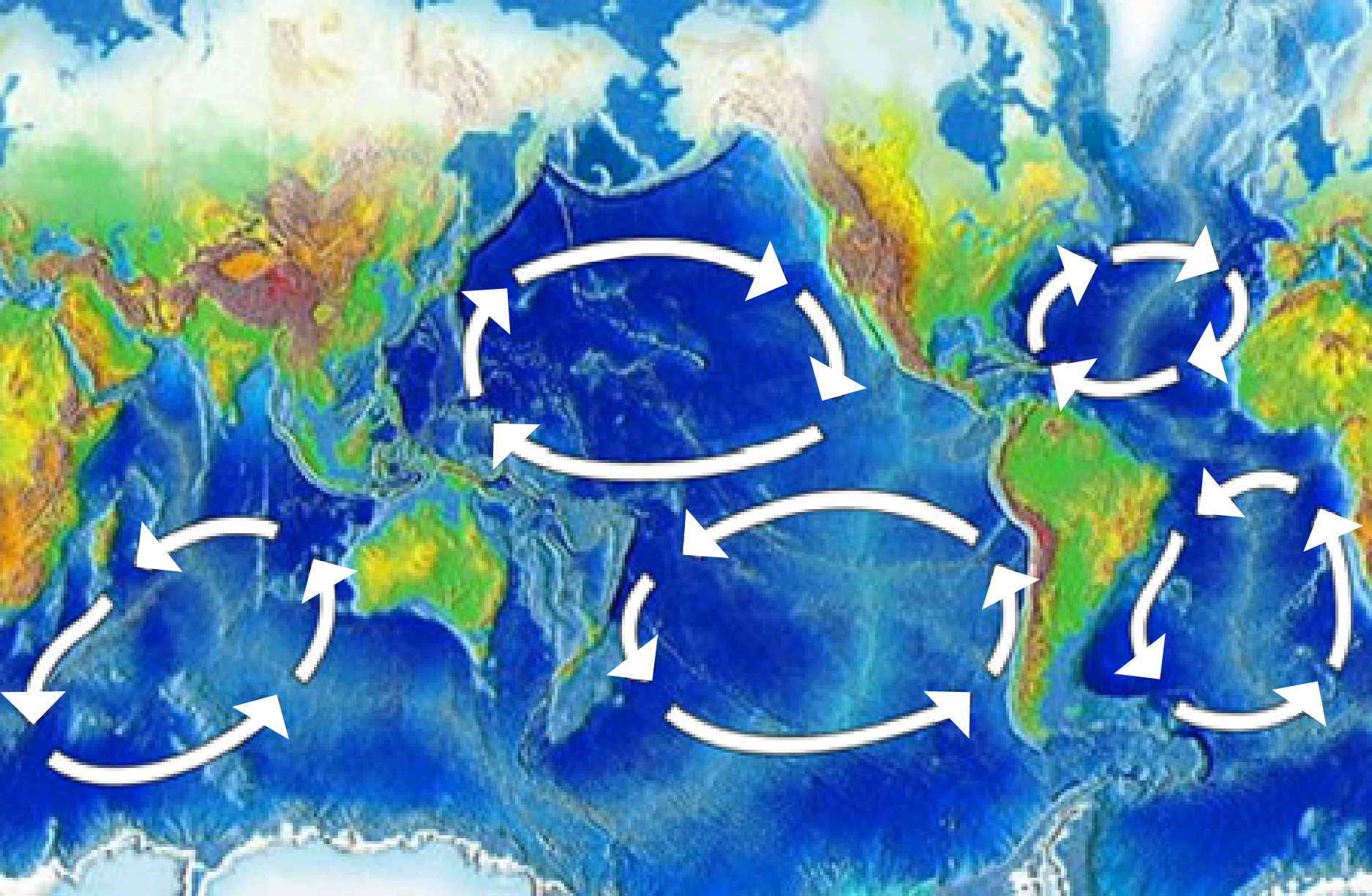
Os cinco giros oceânicos principais.

a Grande Porção de Lixo do Atlântico Norte é uma área recentemente descoberta de detritos marinhos flutuando no Giro do Atlântico Norte. Esta aglomeração é estimada em possuir centenas de quilômetros de extensão, com uma densidade acima de 200 mil peças de detritos por quilômetro quadrado. Os destroços mantem-se numa zona variando 1.600 km ao norte e ao sul, ao longo das estações, e ruma até mais ao sul, durante o oscilação sul do El Niño, de acordo com a NOAA.Os detritos de plástico são encontrados nos animais locais, o que acaba prejudicando o ecossistema humano também.